# Sorry (canción de Justin Bieber)
«Sorry» (en español: «Lo siento») es una canción grabada por el cantante canadiense Justin Bieber  para su cuarto álbum de estudio Purpose. Escrito por Julia Michaels, Justin Tranter y Bieber, la canción fue puesta a la venta el 22 de octubre de 2015, como segundo sencillo del álbum.
«Sorry» fue bien recibida por los críticos de música y fue un éxito comercial. La canción pasó siete semanas en el número uno en el Canadian Hot 100 y tres semanas en el número uno en Estados Unidos en la lista Billboard Hot 100. «Sorry» fue reemplazado por su propio tercer sencillo «Love Yourself» en la lista del 13 de febrero de 2016, convirtiéndose en una de las pocas personas en sucederse a sí mismo en el número uno. También logró la misma hazaña en el Reino Unido, convirtiéndose en el tercer artista en lograrlo, sustituyendo la parte superior de la lista de sencillos del Reino Unido por los suyos. Se estima las ventas del sencillo en Los Estados Unidos en más de 8 millones 600 mil copias con 8 platinos certificados.

## Lanzamiento y composición
El 18 de octubre de 2015, Bieber anunció el lanzamiento de "Sorry", producido por Skrillex (con quien hizo la canción "Where Are U Now") y coproducido por Blood Diamonds. El 19 de septiembre, "Sorry", fue promovida a través de un vídeo donde tocaba la canción en segundo plano y aparece King Bach y Michelle Obama. El 21 de octubre de 2015, Bieber publicó una muestra acústica de 13 segundos de la canción.
"Sorry" es un dancehall y house , la canción tiene influencias tropicales en la tonalidad de E ♭ mayor. La canción contiene un "latido EDM suave pero electrizante, incorporando vientos" y un ritmo riddim dembow. Gracie Bianca de Idolator estableció paralelismos entre "Sorry" y el anterior sencillo "What Do You Mean?" por compartir "una ruta pop tropical similar" y encontró que había "un chorrito de dulce, con playas y notas dancehall ". Líricamente, la canción es una súplica" para tener la oportunidad de pedir disculpas a un amante no identificado ".
El 6 de noviembre de 2015, el remix de su sencillo "Sorry Latino Remix" con J Balvin fue lanzado al mercado.

## Recepción de la crítica
"Sorry", recibió críticas positivas de parte de los expertos de música. Bobby Finger de Jezebel afirmó que Bieber dio a conocer los tres mejores singles de 2015:  "Where Are Ü Now", "What Do You Mean?" y "Sorry". Él describió la canción como "la fusión fría de canciones pop, una pista que mantendrá a sus oyentes moviéndose en el éxtasis sonoro mucho después de que el sol se ponga." Consequence of Sound aplaudió la colaboración con Skrillex y Blood Diamonds, diciendo que "El resultados es más que prometedor. Es un número frío marcado por los ritmos de la isla, los cuales son cálidos. " Brennan Carley de SPIN escribió que la canción" comienza con una situación tambor bass tropical antes de explotar en un coro glorioso, curándose la herida.  Maeve McDermott del programa USA Today  escribió: "'Sorry 'es tan pegadiza como su anterior single' What Do You Mean?', con la misma producción electrónica veraniegoa neón en tonos". Mikael Woods de Los Angeles Times lo llamó "un aireado banger tropical del hotel que hace el primer gran éxito del cantante, el puppyish de  'Baby', parece ser un artefacto de otra época (que más o menos es)."  Nolan Feeney de la revista Time también apreció diciendo que la canción es: "Como el ritmo de esta brisa, sin embargo, eso no es nada que lamentar." Dee Lockett de Vulture.com escribió: "es un golpe de house con sabor a Caribe sobre las que Bieber se oye su mejor falsete. "

### Reconocimientos
«Sorry» fue escogida como una de las mejores canciones de 2015 por diversas revistas especializadas en música. Por ejemplo, la revista Billboard, la ubicó novena, en la lista de «25 mejores canciones de 2015», escribiendo: «Justin Bieber debería tratar de disculparse con más frecuencia. Desde las notas de apertura brillante hasta el lazo vocal manipulado en el estribillo, Bieber llevó al EDM a su paleta pop e hizo fans de los enemigos con un sencillo imperdonablemente bueno».
| Publicación              | Lista                                   | Posición | Ref.   |
| ------------------------ | --------------------------------------- | -------- | ------ |
| Billboard                | Billboard's 25 Best Songs of 2015       | 9        | [ 25 ] |
| Complex                  | The Best Songs of 2015                  | 15       | [ 26 ] |
| Huffington Post (Canadá) | 25 Best Songs of 2015                   | —        | [ 27 ] |
| PopJustice               | The Top 45 Singles Of 2015              | 12       | [ 28 ] |
| The New York Times       | The Best Songs of 2015 (Jon Caramanica) | 11       | [ 29 ] |
| USA Today                | The 50 best songs of 2015               | —        | [ 30 ] |
| Village Voice            | Pazz & Jop                              | 39       | [ 31 ] |

### Premios y nominaciones
| Año  | Premiación                   | Categoría                           | Resultado | Ref.   |
| ---- | ---------------------------- | ----------------------------------- | --------- | ------ |
| 2016 | American Music Award         | Vídeo del año                       | Ganador   | [ 32 ] |
| 2016 | Billboard Music Awards       | Top streaming song                  | Nominado  | [ 33 ] |
| 2016 | Danish Music Awards          | Mejor éxito internacional           | Nominado  | [ 34 ] |
| 2016 | LOS40 Music Awards           | Canción internacional del año       | Nominado  | [ 35 ] |
| 2016 | MTV Europe Music Awards      | Mejor canción                       | Ganador   | [ 36 ] |
| 2016 | MTV Millennial Awards        | Hit internacional del año           | Nominado  | [ 37 ] |
| 2016 | MTV Video Music Awards       | Vídeo del año                       | Nominado  | [ 38 ] |
| 2016 | MTV Video Music Awards       | Mejor vídeo pop                     | Nominado  | [ 38 ] |
| 2016 | MTV Video Music Awards Japan | Mejor vídeo masculino internacional | Ganador   | [ 39 ] |
| 2016 | MTV Video Music Awards Japan | Mejor coreografía                   | Nominado  | [ 39 ] |
| 2016 | MuchMusic Video Awards       | Sencillo canadiense del año         | Nominado  | [ 40 ] |
| 2016 | Teen Choice Awards           | Canción: Artista masculino          | Ganador   | [ 41 ] |
| 2017 | APRA Music Awards            | Trabajo internacional del año       | Nominado  | [ 42 ] |
| 2017 | Canadian Radio Music Awards  | Canción del año SOCAN               | Nominado  | [ 43 ] |

## Recepción comercial

### Norteamérica
En Estados Unidos, «Sorry» debutó en la posición dos de Billboard Hot 100, convirtiéndose en su octavo top diez, y su segundo en línea del álbum Purpose. En esa semana, vendió 277 000 descargas digitales y logró 23.1 millones de streams. El sencillo sólo fue superado por «Hello» de Adele, quien debutó en la primera posición, quien 1.1 millones de descargas digitales en su semana de estreno. Al haber debutado en el número uno con el sencillo «What Do You Mean?» y dos, con «Sorry», Purpose se convirtió en el cuarto álbum en la historia de Billboard en haber producido múltiples sencillos en entrar a las dos primeras posiciones del Hot 100 —ya Mariah Carey con Daydream (1995–96) y Butterfly (1997–98) y Recovery de Eminem en 2010, lo habían logrado con anterioridad— Adicional a esto con «Sorry» en el número dos y «What Do You Mean?» en el número cinco, Justin Bieber se convirtió en el vigésimo artista masculino en tener dos canciones dentro de los cinco primeros en una misma semana. La siguiente semana vendió 129 000 copias y descendió a la cuarta posición del Hot 100, sin embargo aumentó su audiencia radial escalando diez casillas al 27 de la lista Radio Songs, con 46 millones de impresiones de público en todo formato. con el lanzamiento de Purpose, «Sorry» vendió 82 mil copias, y regresó a la segunda posición. Esa semana, «What Do You Mean?» y «Love Yourself» (que había debutado esa semana, con 144 000 copias) se ubicaban en la posición cinco y cuatro respectivamente, lo que significaba que obtenía tres sencillos en el top cinco de la lista Hot 100, convirtiéndose en el tercer acto en lograrlo desde 50 Cent en 2005. No obstante, solo él y The Beatles, lograron dicha hazaña como artista principal en las tres pistas.
Después de la presentación de «Sorry» en los American Music Awards, en la lista del 12 de diciembre de 2015, escaló del dos al uno en la lista Digital Songs, con 178 000 copias vendidas, convirtiéndose así en su tercer número uno, después de «Boyfriend» (2012) y «What Do You Mean?». En la lista del 2 de enero de 2016, «Sorry» se posicionó en la primera posición de Streaming Songs —siendo su primer número uno en esa lista— y de Pop Songs. Luego de permanecer ocho semanas no consecutivas en la segunda posición, en la semana del 23 de enero de 2016, desplaza a «Hello» del primer puesto, convirtiéndose así en el segundo número uno del artista en el Billboard Hot 100, gracias a 128 000 descargas vendidas y 145 millones de impresiones de la audiencia.

## Videoclip
Un vídeo de baile de "Sorry" fue lanzado el 22 de octubre de 2015. El vídeo, que cuenta con bailarines de ReQuest Dance Crew y el equipo de baile The Royal Family, fue dirigido y coreografiado por Parris Goebel. El vídeo inicialmente pretende ser un vídeo musical y finalmente fue un vídeo de baile. Describiéndolo como "colorido, divertido y optimista", Goebel dijo:.. "[Queremos] sólo traer más vida a la que se nos iba con un tono vintage de los años 90. Yo y dos de mis amigos más o menos, nos encargamos del estilo de todo. Todo lo hicimos nosotros, el maquillaje, todo fue espontáneo ... La mayor parte era mi armario, en realidad. nosotros sólo tuvimos que armarlo con lo que teníamos. " Actualmente, el video oficial en la cuenta de Bieber con más de 2900 millones de visitas.
El vídeo de la letra de "Sorry" fue lanzado el 29 de octubre de 2015. El vídeo muestra a una chica que pasa por un día de su vida, con las palabras de la canción que aparece en lugares al azar mientras se pasea por dentro y fuera de su casa, junto al uso de efectos especiales. El vídeo fue dirigido por Zach King y Aaron Benítez.

## Presentaciones en vivo
Bieber interpretó la canción en The Ellen DeGeneres Show el 13 de noviembre de 2015. También fue un invitado musical en The Tonight Show Starring Jimmy Fallon. Además, Bieber interpretó la canción en los American Music Awards 2015, que tuvo como sede el Microsoft Theater el 22 de noviembre de 2015, en los Ángeles, California. El cantante también subió al escenario para interpretar "Sorry", durante la novena temporada final de The Voice, el 15 de diciembre de 2015.

## Posicionamiento en listas
| País (Lista)                              | Mejor posición |
| ----------------------------------------- | -------------- |
| Alemania (Media Control AG)               | 3              |
| Argentina (Monitor Latino)                | 10             |
| Australia (ARIA Singles Chart)            | 2              |
| Austria (Ö3 Austria Top 40)               | 2              |
| Bélgica (Flandes) (Ultratop 50)           | 2              |
| Bélgica (Valonia) (Ultratop 50)           | 3              |
| Brasil (Billboard Brasil Hot 100)         | 39             |
| Canadá (Canadian Hot 100)                 | 1              |
| Chile (Monitor Latino)                    | 4              |
| Colombia (National Report)                | 8              |
| Corea del Sur (Gaon International Chart)  | 13             |
| Croacia (ARC Top 40)                      | 13             |
| Dinamarca (Tracklisten)                   | 1              |
| Escocia (Scotland Singles Chart)          | 1              |
| Eslovaquia (Rádio Top 100)                | 38             |
| Eslovaquia (Singles Digitál Top 100)      | 1              |
| Eslovenia (Slo Top 50)                    | 23             |
| España (Top 100 Canciones)                | 1              |
| España (Los 40 Principales)               | 1              |
| Estados Unidos (Billboard Hot 100)        | 1              |
| Estados Unidos (Adult Contemporary)       | 11             |
| Estados Unidos (Adult Pop Songs)          | 3              |
| Estados Unidos (Digital Songs)            | 1              |
| Estados Unidos (Pop Songs)                | 1              |
| Estados Unidos (Radio Songs)              | 1              |
| Europa (Euro Digital Songs)               | 2              |
| Finlandia (Suomen virallinen lista)       | 2              |
| Francia (SNEP Singles)                    | 4              |
| Grecia (Greece Digital Songs)             | 3              |
| Guatemala (Monitor Latino)                | 14             |
| Hungría (Rádiós Top 40)                   | 26             |
| Hungría (Single Top 40)                   | 4              |
| Irlanda (Irish Singles Chart)             | 1              |
| Israel (Media Forest)                     | 2              |
| Italia (FIMI Singles)                     | 3              |
| Japón (Japan Hot 100)                     | 23             |
| Líbano (Lebanese Top 20)                  | 8              |
| Luxemburgo (Luxembourg Digital Songs)     | 3              |
| México (México Airplay)                   | 1              |
| Noruega (Topp 40 Singles)                 | 2              |
| Nueva Zelanda (RMNZ)                      | 1              |
| Países Bajos (Dutch Top 40)               | 1              |
| Países Bajos (Mega Single Top 100)        | 1              |
| Polonia (Polish Airplay Top 100)          | 29             |
| Portugal (AFP)                            | 1              |
| Reino Unido (UK Singles Chart)            | 1              |
| República Checa (Rádio Top 100)           | 9              |
| República Checa (Singles Digitál Top 100) | 1              |
| Sudáfrica (EMA)                           | 1              |
| Suecia (Sverigetopplistan)                | 1              |
| Suiza (Schweizer Hitparade)               | 2              |
| Venezuela (Top Anglo)                     | 1              |

| País (Lista)                              | Mejor posición |
| 2015                                      | 2015           |
| ----------------------------------------- | -------------- |
| Alemania (Media Control AG)               | 52             |
| Australia (ARIA Singles Chart)            | 16             |
| Austria (Ö3 Austria Top 40)               | 59             |
| Bélgica (Flandes) (Ultratop 50)           | 86             |
| Canadá (Canadian Hot 100)                 | 67             |
| Dinamarca (Tracklsiten)                   | 21             |
| España (Top 100 Canciones)                | 30             |
| Hungría (Single Top 100)                  | 64             |
| Irlanda (Irish Singles Chart)             | 19             |
| Italia (FIMI Singles)                     | 73             |
| Nueva Zelanda (RMNZ)                      | 14             |
| Países Bajos (Dutch Top 40)               | 53             |
| Países Bajos (Single Top 100)             | 22             |
| Reino Unido (UK Singles Chart)            | 10             |
| Suecia (Sverigetopplistan)                | 36             |
| Suiza (Schweizer Hitparade)               | 64             |
| 2016                                      |                |
| Alemania (Media Control AG)               | 48             |
| Argentina (CAPIF)                         | 1              |
| Australia (ARIA Singles Chart)            | 31             |
| Austria (Ö3 Austria Top 40)               | 54             |
| Bélgica (Flandes) (Ultratop 50)           | 46             |
| Bélgica (Valonia) (Ultratop 50)           | 50             |
| Canadá (Canadian Hot 100)                 | 1              |
| Corea del Sur (Gaon International Charts) | 47             |
| Dinamarca (Tracklsiten)                   | 16             |
| España (Top 100 Canciones)                | 5              |
| Estados Unidos (Billboard Hot 100)        | 2              |
| Estados Unidos (Adult Contemporary)       | 20             |
| Estados Unidos (Adult Pop Songs)          | 24             |
| Estados Unidos (Digital Songs)            | 9              |
| Estados Unidos (Pop Songs)                | 8              |
| Estados Unidos (Radio Songs)              | 4              |
| Francia (SNEP)                            | 25             |
| Hungría (Single Top 100)                  | 41             |
| Israel (Media Forest)                     | 12             |
| Italia (FIMI Singles)                     | 16             |
| Japón (Japan Hot 100)                     | 42             |
| Nueva Zelanda (RMNZ)                      | 7              |
| Países Bajos (Dutch Top 40)               | 34             |
| Países Bajos (Single Top 100)             | 12             |
| Polonia (Polish Airplay Top 100)          | 74             |
| Reino Unido (UK Singles Chart)            | 16             |
| Suecia (Sverigetopplistan)                | 24             |
| Suiza (Schweizer Hitparade)               | 20             |
| Venezuela (Top Anglo)                     | 1              |

## Certificaciones
| País (organismo certificador) | Certificación | Ventas certificadas |
| ----------------------------- | ------------- | ------------------- |
| Alemania (BVMI)               | Platino       | 400 000             |
| Australia (ARIA)              | 7× Platino    | 490 000             |
| Bélgica (BEA)                 | 2× Platino    | 60 000              |
| Canadá (Music Canada)         | 7× Platino    | 560 000             |
| Corea del Sur                 | —             | 188 033             |
| Dinamarca (IFPI Dinamarca)    | 3× Platino    | 180 000             |
| España (PROMUSICAE)           | 6× Platino    | 240 000             |
| Estados Unidos (RIAA)         | 8× Platino    | 2 027 000           |
| Francia (SNEP)                | Diamante      | 250 000             |
| Italia (FIMI)                 | 6× Platino    | 300 000             |
| Japón (RIAJ)                  | Oro           | 100 000             |
| México (AMPROFON)             | Diamante      | 570 000             |
| Nueva Zelanda (RMNZ)          | 5× Platino    | 75 000              |
| Polonia (ZPAV)                | Diamante      | 100 000             |
| Reino Unido (BPI)             | 3× Platino    | 1 800 000           |
| Suecia (GLF)                  | 7× Platino    | 280 000             |

## Historial de lanzamientos
| Territorio      | Fecha                  | Formato               | Discográfica              |
| --------------- | ---------------------- | --------------------- | ------------------------- |
| [ 167 ] [ 168 ] | 23 de octubre de 2015  | Descarga digital      | Def Jam Recordings        |
| [ 167 ] [ 168 ] | 6 de noviembre de 2015 | Descarga remix latino | RBMG · Def Jam Recordings |
| Italia          | 29 de enero de 2016    | Radio contemporánea   | Universal Music           |